# Marian Shockley
Marian Shockley (10 de octubre de 1911-14 de diciembre de 1981) fue una actriz cinematográfica estadounidense que trabajó fundamentalmente en la década de 1930.

## Vida
Nacida en Kansas City (Misuri), Shockley fue seleccionada como una de las "WAMPAS Baby Stars" en 1932, junto a famosas actrices tales como Ginger Rogers y Gloria Stuart. Entre 1930 y 1934 participó en diecinueve películas, todas ellas de serie B, incluyendo el western de 1931 Near the Trails End, junto a Bob Steele, y Heroes of the Flames, también de 1931, western protagonizado por Tim McCoy. 
En 1932 fueron seleccionadas como "WAMPAS Baby stars" catorce chicas. De ellas, varias consiguieron el éxito en la interpretación, mientras que otras tuvieron una corta carrera, finalizada con escasa notoriedad. Shockley sería una de estas últimas. Siguió luchando por conseguir papeles, recibiendo uno solo entre 1934 y 1943. En el film de 1943 Stage Door Canteen, título en el cual numerosos actores, tales como Katharine Cornell, Katharine Hepburn, Tallulah Bankhead y otros, tuvieron cameos, Shockley hizo un papel menor. 
Tras ello tuvo un par de papeles en televisión, y se retiró en 1953. Fue cuñada de Stuart Erwin y de la actriz June Collyer, pues estuvo casada con el actor Bud Collyer hasta la muerte de él en 1969. Tuvieron tres hijos. Shockley falleció en 1981.